# Tame Horomona Rehe
Tame Horomona Rehe, mieux connu sous son nom anglicisé de Tommy Solomon, né le 7 mai 1884 à Waikaripi sur l'île Chatham en Nouvelle-Zélande et mort le 19 mars 1933 à Manukau sur cette même île, est un fermier néo-zélandais, chef de facto du peuple moriori, et souvent décrit comme le dernier Moriori non métissé. Pour cette raison, il a longtemps été considéré à tort comme le « dernier Moriori », avant que ses descendants ne promeuvent un renouveau culturel moriori à la fin du XXe siècle.

## Biographie

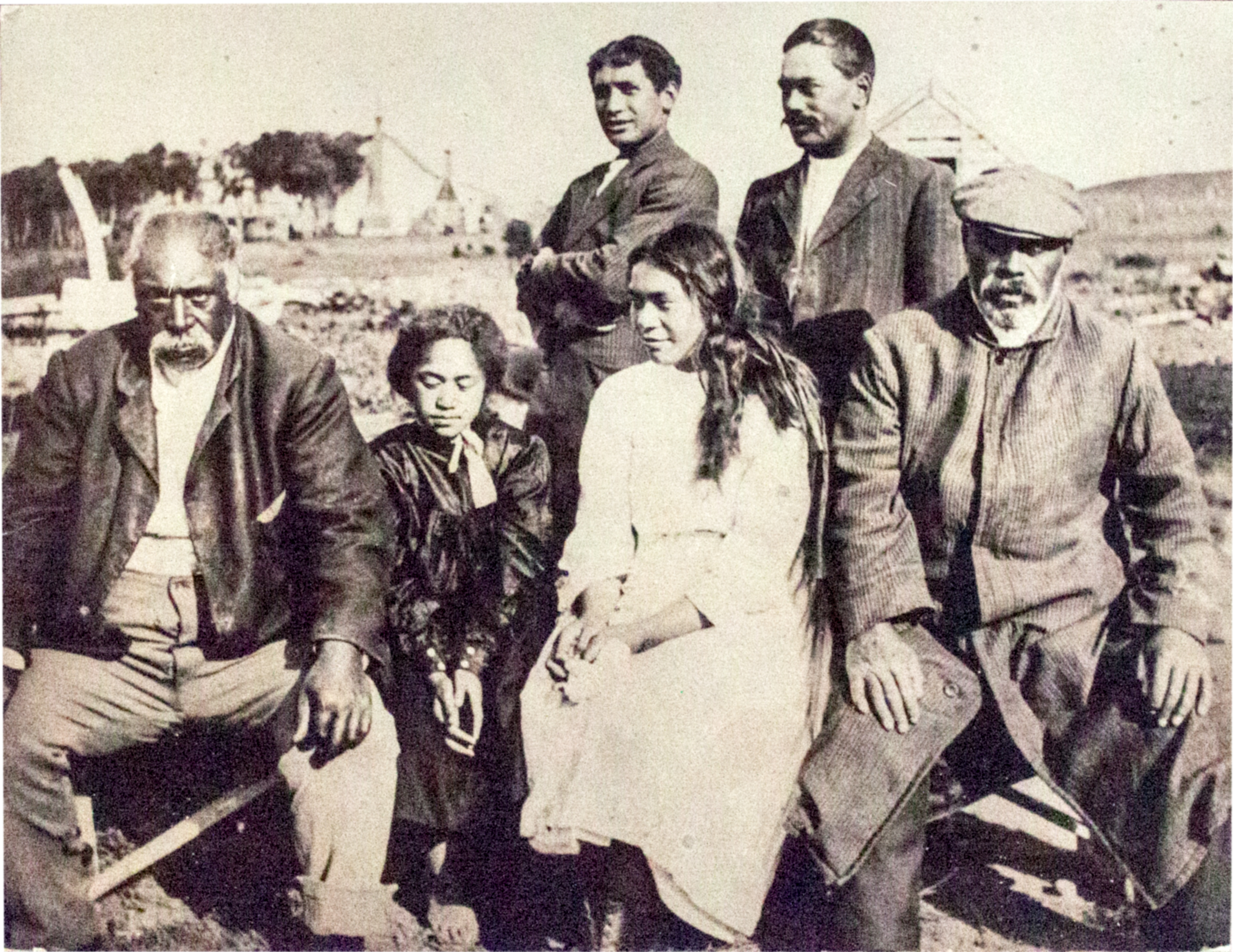
Tommy Solomon jeune homme en 1910 : deuxième rang, à droite, derrière son père Rangitapua Horomona Rehe.

Les Moriori sont le peuple autochtone des îles Chatham, s'étant séparé des Maoris au XVe siècle ou au début du XVIe et ayant développé sur ces îles une société distincte. Redécouverts et massacrés par deux tribus maories en 1835, les Moriori connaissent un effondrement démographique. La Nouvelle-Zélande est colonisée en 1840 par l'Empire britannique, qui secourt tardivement les Moriori survivants en 1863 et les libère de la servitude imposée par leurs envahisseurs maoris. Tame Horomona est issu des tribus moriori Owenga et Otonga, et grandit dans la réserve moriori à Manukau, dans une communauté d'à peine vingt-cinq personnes. Il est le seul enfant de sa fratrie à atteindre l'âge adulte. Il cesse sa scolarité en 1897, pour travailler la terre familiale aux côtés de son père et aider ce dernier à s'occuper de sa mère, souffrant de maladie chronique. 
En 1900, il est l'un des douze derniers Moriori non métissés. « Fort et énergique », il s'adonne au rugby. Jeune homme tumultueux, il rencontre « des problèmes avec les forces de l'ordre » au début des années 1900. En septembre 1903 il épouse Ada Fowler, une femme maori de la tribu Ngai Tahu, et entreprend un apprentissage comme éleveur de moutons. Il hérite de la ferme de son père à la mort de ce dernier en 1915, et prospère comme fermier, élevant à la fois des moutons, du bétail et des chevaux. À mesure que ses voisins moriori âgés décèdent, il hérite de leurs terres également. Sa femme meurt également en 1915, et il épouse en secondes noces la nièce de celle-ci, Whakarawa Fowler, dont il aura cinq enfants. Dans les années 1920, il est considéré comme « le dernier Moriori », le dépositaire de la culture de ce peuple. Bien qu'il soit « culturellement maori » plutôt que moriori à bien des égards, des ethnologues qui s'intéressent à la culture moriori lui rendent visite, et les personnes d'ascendance moriori le considèrent souvent comme leur chef. Jouissant ainsi d'un important mana, il est une figure respectée. Il s'implique dans la vie de la communauté des îles Chatham : membre du comité de l'école locale, membre du conseil de comté de ces îles en 1925, et entraîneur de l'équipe de football locale. 
En 1924, Tahupotiki Wiremu Ratana, le fondateur de l'Église maori Ratana, lui rend visite. Tame Horomona promeut dès lors la foi ratana aux îles Chatham, jusqu'à sa mort. Devenu corpulent, il meurt à son domicile en 1933, à l'âge de 48 ans, d'un arrêt cardiaque entraîné par une pneumonie. 